# Отищино
Отищино (на македонска литературна норма: Отиштино) е село в Северна Македония, част от община Чашка.

## География
Отищино е село в областта Грохот, разположено югозападно от град Велес, на около 3 километра северно от общинския център Чашка.

## История
В XIX век Отищино е изцяло българско село във Велешка кааза на Османската империя. В „Етнография на вилаетите Адрианопол, Монастир и Салоника“, издадена в Константинопол в 1878 година и отразяваща статистиката на населението от 1873 година Хотищино (Hotichtino) е посочено като село със 17 домакинства и 73 жители българи. Според статистиката на Васил Кънчов („Македония. Етнография и статистика“) в края на XIX век Хотищено има 130 жители, всички българи християни.
Според статистиката на секретаря на Българската екзархия Димитър Мишев („La Macédoine et sa Population Chrétienne“) в 1905 година в Отиштино (Otichtino) живеят 144 българи екзархисти.
След Междусъюзническата война в 1913 година селото остава в Сърбия.
На етническата си карта от 1927 година Леонард Шулце Йена показва Хотищино (Hotištino) като българско християнско село.